# Werder (Magdeburg)
Werder, Magdeburg-Werder – dzielnica miasta Magdeburg w Niemczech, w kraju związkowym Saksonia-Anhalt.